# 中国的100个世界第一
《中国的100个世界第一》，是罗伯特·坦普尔将李約瑟所著《中國的科學與文明》总结出一百条重要的中国发明（古代），著The Genius of China(《中国的天才》)一书，经李約瑟认可，并为此书作长达三页的序言。此书获得美国图书馆协会奖，纽约科学院奖等五项奖。联合国教科文组织机关报“The UNESCO Courier”在1988年曾专文介绍此书，“The Chinese Scientifc Genius”，向全世界推荐，此后此书被翻译成43种文字。
此书有两种中文译本，1995年译本由21世纪出版社出版，书名为《中国：发明与发现的国度》，书首有中国科学院院长卢嘉锡写的序言，中国工程院院长、两弹一星元勋朱光亚院士题词。2003年再度翻译成中文，由人民教育出版社出版，书名为《中国的创造精神—中国的100个世界第一》，并被列入语文新课标必读丛书。
这100项发明分为11大类。这100项发明、发现，都是罗伯特·坦普尔根据李約瑟所著《中國的科學與文明》总结出中国的世界第一，领先于世界各国，有的早3200年，最短的也有50年。
坦普尔在《中国的天才》一书的前言《西方欠中国的债》写道：“历史上一个不为人知的最大的秘密，就是我们生活於其中的现代世界，乃是中国文明和西方文明结合的产物，现代世界以之为基础的发明和发现，可能多半来自中国。但是这个事实却不为世人所知，对此，中国人和西方人同样地无知。从十七世纪西方传教士来华之后，中国人被西方的技术所震惊，犯了对自己成就的健忘症。”

## 作者简介
1. 罗伯特·坦普尔，（Robert K. G. Temple，1945年－），美国肯塔基路易斯维尔大学人文学、科学史和科学哲学客座教授，中国清华大学科学技术与社会研究中心兼职教授，英国皇家天文学会会员，拥有梵语和东方学的学位。因其部分观点贬低西方文明，而遭到一些人的抨击，称其为“民间科学爱好者”，写有《水晶太阳之谜》、《天狼星之谜》等书，遭到科学界、史学界的指责，国际主流学术界不承认其观点。

最著名的著作为《天狼星之谜》，主张多贡人与天狼星来的外星人有接触。

## 农业
- 行耕与耘锄：领先世界2200年。
- 重型带犁板铁犁：领先世界2200年。
- 胸式馬帶：领先世界2000年，可追溯到西元前4世紀的楚國。
- 扇車：领先世界1800年。
- 耬車：领先世界1800年。

## 天文舆地
- 太阳黑子：领先世界2000年。
- 定量舆图：领先世界1300年。
- 太阳风：领先世界1400年。
- 麦卡托投影法：领先世界600年。

## 工程
- 驻波   ：领先世界1700年。
- 铸铁：领先世界1900年。
- 水力鼓風機：领先世界1900年。
- 铸铁炼钢：领先世界2000年。
- 深钻开采天然气：领先世界1900年。
- 传动带：领先世界1400年。
- 懸索橋：领先世界1800年。
- 蒸汽机的核心技术：领先世界1200年。
- 西门子炼钢法：领先世界1300年。
- 單孔敞肩坦弧石拱桥：领先世界500年。
- 传动链：领先世界800年。

## 工艺
- 漆器：世界上最早的塑胶：领先世界3200年。
- 醴酒：從商朝至今领先世界的小米酒。
- 石油和天然气燃料 ：领先世界2300年。
- 纸：领先世界1400年。
- 独轮车
- 跑馬燈
- 马镫
- 瓷器
- 除虫
- 油紙傘
- 火柴
- 白兰地
- 机械时钟
- 雕版印刷
- 纸牌
- 纸币
- 长明灯

## 医疗卫生
- 血液循环
- 内分泌学
- 糖尿病診斷
- 免疫学，指人痘接種術

## 数学
- 勾股定理
- 十进位制
- 零位
- 负数
- 开高次方和解高次方程。中国南宋数学家秦九韶在1247年表述的一种求解一元高次多项式方程的数值解的算法-正负开方术，领先英国霍纳（1819年）五百余年。
- 十进位分数
- 几何学的代数化
- 多位圆周率：祖冲之圆周率{\displaystyle 3.1415926<\pi <3.1415927}，精确到小数点后第7位，领先世界一千多年；直到一千多年后才由15世纪的阿拉伯数学家阿尔·卡西以17位有效数字打破此记录。
- 贾宪三角形

## 磁学
- 罗盘
- 仪表盘与仪表指针
- 地磁偏角
- 剩磁与磁感应
- 生物地球勘探
- 雪花六角形结构
- 地震仪
- 地质学
- 夜光漆

## 交通运输
- 风筝
- 载人风筝
- 最早的盤山渠道，靈渠
- 降落伞
- 孔明灯
- 小型热气球
- 船舵
- 桅杆和风帆
- 水密隔艙
- 桨轮船
- 陆地行舟
- 斗門水閘

## 声学与音乐
- 十二平均律

## 兵器
- 化学战：毒气、烟雾弹、催泪弹
- 弓弩
- 火药
- 火焰喷射器
- 烟火，焰火，炸弹，手榴弹，地雷，水雷
- 火箭，多级火箭
- 火枪，大炮，臼炮，来福枪